# Аксёново (сельское поселение Сиземское)
Аксёново — деревня в Шекснинском районе Вологодской области.
Входит в состав сельского поселения Сиземского (с 1 января 2006 года по 8 апреля 2009 года входила в Чаромское сельское поселение), с точки зрения административно-территориального деления — в Чаромский сельсовет.
Расстояние по автодороге до районного центра Шексны — 23 км, до центра муниципального образования Чаромского — 10 км.
| 2010 |
| ---- |
| 0    |